# دورفخمنیتس
دورفخمنیتس (به آلمانی: Dorfchemnitz) یک شهر  در آلمان است که در میتل‌زاکسن واقع شده‌است. دورفخمنیتس ۱٬۷۶۱ نفر جمعیت دارد.